# Route Napoléon (Cannes – Grenoble)

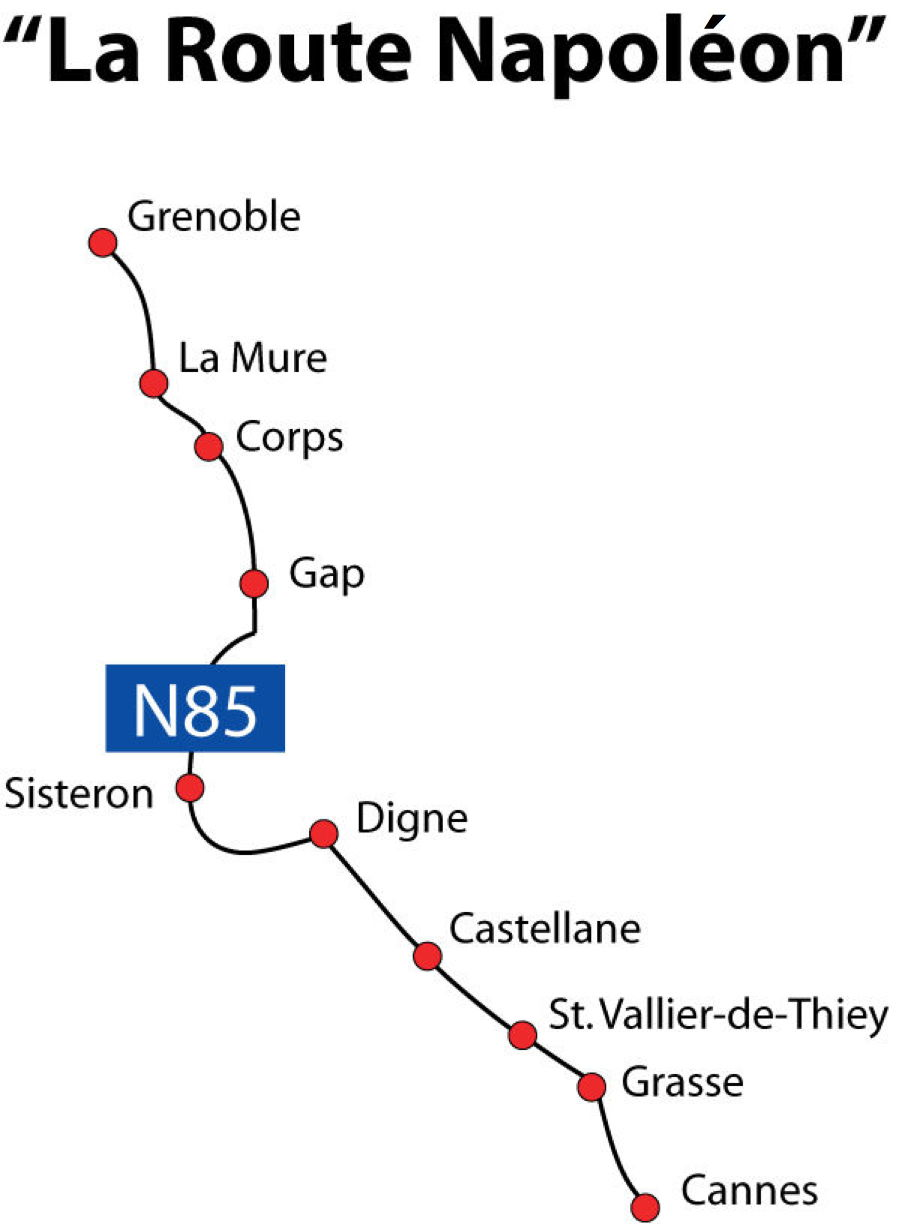
Die Route Napoleon

Als Route Napoléon wird die Straße in Frankreich bezeichnet, die der Marschroute folgt, die Napoleon I. (1769–1821) von Golfe-Juan (bei Antibes) über Grasse, Digne, Sisteron und Gap bis nach Grenoble zurücklegte, nachdem er, um die Macht zurückzuerobern, von Elba kommend in Südfrankreich gelandet war. Diese französische Nationalstraße Route nationale 85, auch RN 85, entstand 1927 und erhielt 1932 ihren Namen. Die Strecke mit einer Gesamtlänge von 335 Kilometern bewältigte Napoléons Truppe in einem siebentägigen Gewaltmarsch,  zwischen dem 1. März 1815 und dem 7. März 1815. Die Straße ist durch Schilder mit kaiserlichen Adlern markiert, da der Marsch auch als „Adlerflug“ (Vol d’Aigle) bezeichnet wird, bezugnehmend auf Napoleons Ausspruch: „Der Nationaladler wird von Kirchturm zu Kirchturm fliegen bis zu den Türmen von Notre-Dame.“

## Geschichte
Napoléon verließ seinen Verbannungsort, die Mittelmeerinsel Elba, in der Nacht vom 26. auf den 27. Februar 1815 mit den 800 (nach anderen Quellen 1.200) Getreuen, die ihm ins Exil gefolgt waren. Auf dem Segelschiff L’Inconstant fuhr er drei Tage auf dem Mittelmeer nach Norden und landete am Nachmittag des 1. März in Golfe-Juan (bei Antibes). Wegen der im Rhonetal zahlreichen Royalisten hatte er sich entschieden, über die Alpen auf Lyon und Paris vorzurücken.
Erste Schwierigkeiten ergaben sich noch am 1. März in Antibes. Dort waren ein Capitaine und 20 Grenadiere festgenommen worden, die in die Zitadelle eingedrungen waren, um die Garnison aufzuwiegeln. Napoléon beschloss, unverzüglich weiterzumarschieren, um einer eventuellen Begegnung mit Massena, dem Befehlshaber von Marseille, aus dem Wege zu gehen.
Die Nacht vom 1. auf den 2. März biwakierte die Truppe vor Cannes. Am 2. März begann der eigentliche Marsch ins Gebirge, der Zug legte 64 km bis Seranon zurück. Der 3. März führte über Castellane bis nach Barrême. Die Etappe des 4. März ging über Digne bis Malijai. Am 5. März wurde Sisteron erreicht, die erste größere royalistisch geprägte Stadt auf dem Weg. Obwohl sie sich, da der dortige Befehlshaber Anhänger des abgesetzten Kaisers war, dennoch als gute Raststation hätte erweisen können, zog Napoléon unverzüglich weiter nach Gap. Am 6. März ging der Weg weiter bis Corps.

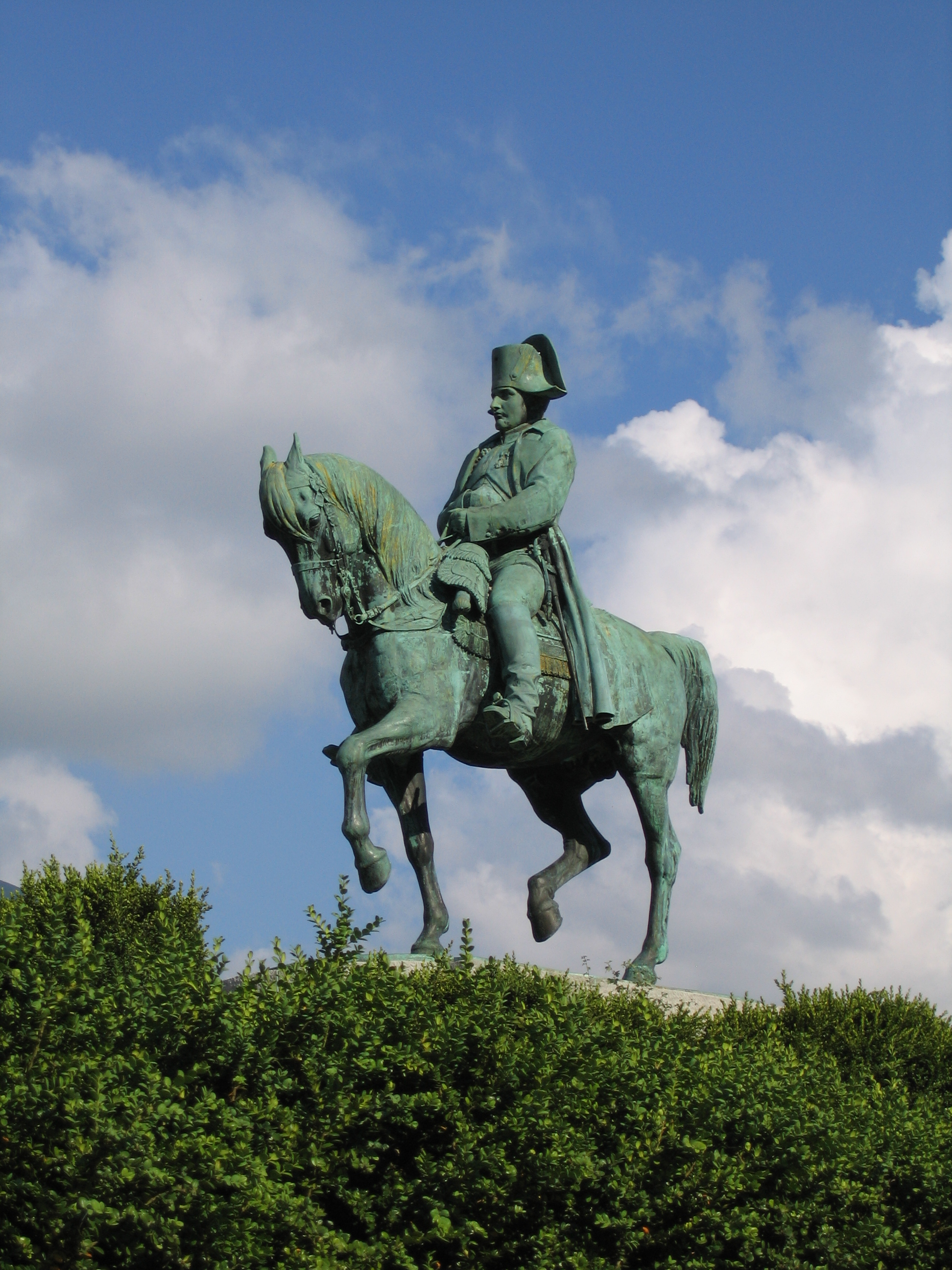
Reiterstatue Napoléons an der Prairie de la Rencontre vor Laffrey

Am 7. März kam kurz vor Grenoble das Dorf Laffrey in Sicht. Inzwischen hatte General Marchand, Befehlshaber von Grenoble und nicht gewillt, Napoléon freien Durchzug zu gewähren, ein Regiment unter der Führung von Delessart ausgesandt, um die Brücke von Ponthaut zu sprengen. Da Napoléon, der sehr schnell vorrückte, ihm zuvorgekommen war, hatte Delessart seine Leute in einem Engpass vor Laffrey postiert und den Weg versperrt. Auf der Prairie de la Rencontre, dem „Feld der Begegnung“, traf Napoléon auf die gegnerischen Truppen. Er befahl seinen Soldaten, das Gewehr unter den linken Arm zu nehmen und trat Delessarts Regiment alleine entgegen, das er mit einer kurzen Ansprache für sich gewann. Noch am selben Tag lief ebenfalls die von La Bédoyère befehligte Einheit zu ihm über. Am Abend zog er in Grenoble ein, dessen Stadttore von den Stellmachern des Vorortes Faubourg Saint-Jacques eingeschlagen worden waren.
Napoléon war ab Grenoble nicht mehr aufzuhalten und  marschierte unter den Triumphrufen des Volkes, für das er bereits wieder als Kaiser galt, nach Paris weiter. Am 20. März 1815 zog er, wie vorausgesagt, in den Tuilerienpalast ein. Damit begann die sogenannte Herrschaft der Hundert Tage, die nach der Schlacht von Waterloo am 22. Juni 1815 mit der Abdankung des Kaisers endete. Danach wurde Napoléon auf die Insel St. Helena exiliert, auf der er am 5. Mai 1821 starb.

## Marschroute
- Von Grasse nach Gap:

Grasse, Saint-Vallier-de-Thiey, Castellane, Barrême.
Sie durchquert in diesem Abschnitt den Regionalen Naturpark Préalpes d’Azur und den Regionalen Naturpark Verdon.
- Von Gap nach Grenoble:

Gap, Saint-Bonnet-en-Champsaur, Saint-Firmin, Corps, La Mure, Laffrey, Vizille, Grenoble